# Charles Bell (arts)

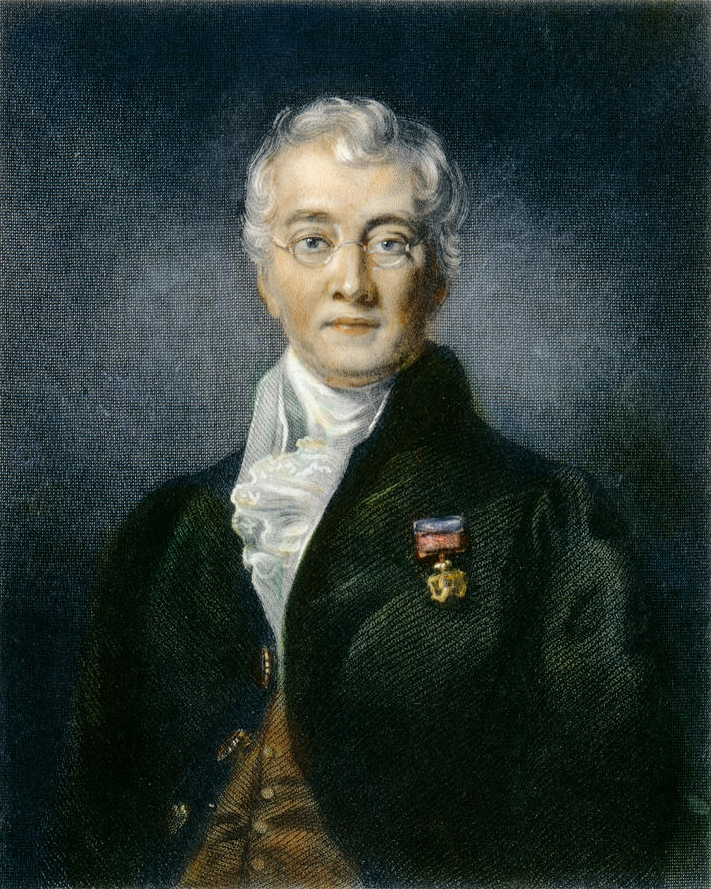
Sir Charles Bell

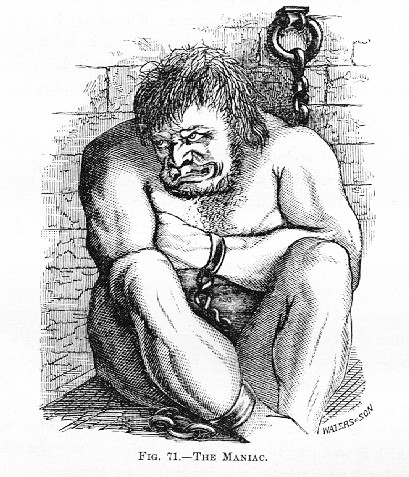
The Maniac, gemaakt door Bell in 1806

Charles Bell (Edinburgh, november 1774 - Hallow Park (Worcestershire), 28 april 1842) was een Schotse arts.
In 1799 behaalde hij zijn artsdiploma bij de Universiteit van Edinburgh.
Zijn belangrijkste ontdekking deed hij betreffende typen zenuwen. Hij ontdekte dat zenuwen sensorisch ofwel motorisch kunnen zijn.
Naast arts, anatoom en chirurg was Bell een talentvol tekenaar. Van hem zijn vele anatomische tekeningen bewaard gebleven; zie de literatuur.
Belangrijke werken:
- Essays on the Anatomy of Expression in Painting (1806)
- New Idea of Anatomy of the Brain (1811)
- Illustrations of the Great Operations of Surgery: Trepan, Hernia, Amputation, Aneurism, and Lithotomy (1821).
- The Nervous System of the Human Body (1830)
- The Hand, Its Mechanism and Vital Endowments, as Evincing Design (1833)

## Naamgeving
Naar Charles Bell zijn de aangezichtsverlamming van Bell en het symptoom van Bell genoemd.